# Liste des stations balnéaires en Espagne
Cette liste (non exhaustive) présente les principales stations balnéaires espagnoles, de la péninsule dans le sens des aiguilles d'une montre en partant du Nord-est et la frontière française. Le découpage choisi est celui des "costas", le plus couramment utilisé.

## Costa Brava
Elle part de la frontière française et s'étend sur une longueur de 220km, toute la longueur de la province de Gérone
- Portbou
- Colera
- Llançà
- El Port de la Selva
- Cadaqués
- Roses
- Empuriabrava
- Sant Pere Pescador
- L'Escala
- L'Estartit (Torroella de Montgrí)
- Pals
- Begur
- Llafranc et Calella de Palafrugell (commune de Palafrugell)
- Palamós
- Sant Antoni de Calonge (commune de Calonge)
- Platja d'Aro (commune de Castell-Platja d'Aro)
- Sant Feliu de Guíxols
- Tossa de Mar
- Lloret de Mar
- Blanes

## Costa del Maresme
Elle s'étend du début de la province de Barcelone jusqu'à la ville de Barcelone.
- Malgrat de Mar
- Santa Susanna
- Pineda de Mar
- Calella
- Sant Pol de Mar
- Canet de Mar
- Arenys de Mar
- Caldes d'Estrac
- Sant Vicenç de Montalt
- Sant Andreu de Llavaneres
- Mataró
- Cabrera de Mar
- Vilassar de Mar
- Premià de Mar
- El Masnou
- Montgat
- Badalone
- Sant Adrià de Besòs
- Barcelone

## Costa del Garraf
Du sud de Barcelone à la limite de la province de Tarragone.
- Castelldefels
- Sitges
- Vilanova i la Geltrú
- Cubelles

## Costa Daurada
C'est la côte de la province de Tarragone qui s'étend à la limite de la Communauté valencienne.
- Cunit
- Calafell
- El Vendrell
- Roda de Berà
- Creixell
- Torredembarra
- Altafulla
- Tarragone
- Vila-seca
- Salou
- Cambrils
- Mont-roig del Camp
- Vandellòs i l'Hospitalet de l'Infant
- El Perelló
- L'Ametlla de Mar
- L'Ampolla
- Deltebre
- Sant Carles de la Ràpita
- Alcanar

## Costa del Azahar
C'est la côte de la province de Castellón
- Vinaròs
- Benicarló
- Peñíscola
- Alcossebre (commune de Alcalà de Xivert)
- Torrenostra (commune de Torreblanca)
- Torre la sal (commune de Cabanes)
- Orpesa
- Benicàssim
- Castelló de la Plana
- Playa la Torre (commune de Almassora)
- Burriana
- Platja de Nules (commune de Nules)
- El Grau de Moncofa (commune de Moncofa)
- Xilxes
- Casablanca (commune de Almenara)

## Costa de Valencia
C'est la côte de la Province de Valence
- Canet d'En Berenguer
- Sagunt
- Playa de Puçol (commune de Puçol)
- El Puig de Santa Maria
- Playa Puebla de Farnals (commune de La Pobla de Farnals)
- Alboraia
- Valence
- Sueca
- Cullera
- Tavernes de la Valldigna
- Xeraco
- Gandia
- Daimús
- Guardamar de la Safor
- Bellreguard
- Miramar
- Piles
- Oliva

## Costa Blanca
Elle fait plus de 200 km dans la province d'Alicante et jusqu'à la Murcie, soit environ du Cap de la Nao au Cabo de Palos.
- Dénia
- Xàbia
- Moraira (commune de Teulada)
- Calp
- Altea
- L'Alfàs del Pi
- Benidorm
- La Vila Joiosa
- El Campello
- Alicante
- Arenals del sol (commune d'Elche)
- Santa Pola
- Guardamar del Segura
- Torrevieja
- Cabo Roig (commune d'Orihuela)
- Pilar de la Horadada

## Costa Cálida
Elle s'étend tout le long de la Région de Murcie.
- San Pedro del Pinatar
- San Javier
- Los Alcázares
- Carthagène
- Puerto de Mazarrón (commune de Mazarrón)
- Bolnuevo (commune de Mazarrón)
- Águilas

## Costa de Almería
C'est la côte de la Province d'Almería
- San Juan de los Terreros (commune de Pulpí)
- Cuevas del Almanzora
- Playas de Vera (commune de Vera)
- Garrucha
- Mojácar
- Carboneras
- Almería
- Roquetas de Mar
- Almerimar (commune de El Ejido)
- Guardias Viejas (commue de El Ejido)
- Balerma (commune de El Ejido)
- Balanegra
- Adra

## Costa tropical
C'est la côte de la province de Grenade.
- La Rábita (commune d'Albuñol)
- La Mamola (commune de Polopos)
- Castell de Ferro (commune de Gualchos)
- Motril
- Salobreña
- Almuñécar

## Costa del Sol
Elle s'étend sur 300km, de la limite de la province de Grenade avec la province de Malaga à sa limite avec la province de Cadix.
- Nerja
- Torrox
- Vélez-Málaga
- Algarrobo
- Rincón de la Victoria
- Malaga
- Torremolinos
- Benalmádena
- Fuengirola
- Mijas
- Marbella
- San Pedro de Alcántara (commune de Marbella)
- Estepona
- Bahia Dorada (commune de Casares)
- Manilva

## Costa de la Luz
Elle correspond au littoral atlantique andalou : de Tarifa à la frontière portugaise, ainsi qu'au littoral méditerranéen de la Province de Cadix, avec une petite interruption au niveau de Gibraltar, qui appartient en effet au Royaume-Uni
- San Roque
- La Línea de la Concepción
- Los Barrios
- Algésiras

- Tarifa
- Zahara de los Atunes (commune de Barbate)
- Barbate
- Caños de la Meca (commune de Barbate)
- Conil de la Frontera
- Sancti-Petri (commune de Chiclana de la Frontera)
- Cadix
- El Puerto de Santa Maria
- Rota
- Chipiona
- Sanlucar de Barrameda
- Matalascañas (commune d'Almonte)
- Mazagón (commune de Moguer)
- Punta Umbría
- El portil (commune de Punta Umbría)
- El Rompido (commune de Cartaya)
- Islantilla (communes de Lepe et Isla Cristina)
- Isla Cristina
- Playa de Isla Canela (commune de Ayamonte)

## Côtes portugaises
Voir Liste des côtes portugaises.

## Rías Baixas
C'est la côte ouest de Galice, de la frontière portugaise au Cap Finisterra
- A Guarda
- Baiona
- Nigrán
- Vigo
- Moaña
- Cangas
- Bueu
- Marín
- Sanxenxo
- Portonovo (commune de Sanxenxo)
- O Grove
- Cambados
- Vilanova de Arousa
- Île d'Arousa
- Vilagarcía de Arousa
- Rianxo
- Boiro
- A Pobra do Caramiñal
- Ribeira
- Porto do Son

- Noia
- Muros
- Cee
- Corcubión
- Fisterra

## Rías Altas
C'est la côte nord de Galice, du Cap Finisterre à la limite des Asturies.
- Muxia
- Camariñas
- Laxe
- Porto Corme (commune de Ponteceso)
- Malpica de Bergantiños
- Porto de Caión (commune de A Laracha)
- La Corogne
- Perillo (commune d'Oleiros)
- Porto de Santa Cruz (commune d'Oleiros)
- Serantes (commune d'Oleiros)
- Sada
- Bergondo
- Miño
- Pontedeume
- Cabanas
- Ares
- Mugardos
- Ferrol
- Valdoviño
- Cedeira
- Cariño
- Ortigueira
- O Porto de Espasante (commune de Ortigueira)
- Porto do Barqueiro (commune de Mañón)
- O Vicedo
- Viveiro
- San Cibrao (commune d'Alfoz)
- Burela
- Foz
- Barreiros
- Ribadeo

## Costa Verde
C'est la côte des Asturies.
- Figueras (commune de Castropol)
- Tapia de Casariego
- Viavélez (commune de El Franco)
- Navia
- Puerto de Vega (commune de Navia)
- Luarca (commune de Valdés)
- Cudillero
- San Juan de la Arena (commune de Soto del Barco)
- Salinas (commune de Castrillón)
- Luanco
- Candas
- Gijón
- Tazones (commune de Villaviciosa)
- Lastres (commune de Colunga)
- Ribadesella
- Barro (commune de Llanes)
- Celorio (commune de Llanes)
- Poo (commune de Llanes)
- Llanes

## Costa de Cantabria
C'est la côte Cantabrique.
- San Vicente de la Barquera
- Suances
- Santander
- Santoña
- Laredo
- Castro-Urdiales

## Costa Vasca
C'est la côte basque jusqu'à la frontière française.
- Getxo
- Gorliz
- Bakio
- Mundaka
- Lekeitio
- Deba
- Zumaia
- Zarautz
- Saint-Sébastien
- Fontarrabie

## Costa del Rubicón
Côte sud de l'île de Lanzarote
- Arrecife
- Puerto del Carmen
- Berrugo